# Американські експедиційні сили
Американські експедиційні сили (англ. American Expeditionary Forces) — угруповання американської армії, яке брало участь у бойових діях на Західному фронті в період 1-ї світової війни. Засновані 5 липня 1917 року з американських частин та з'єднань, що зосередилися у Франції, під командуванням генерала Дж. Першинга. Поруч з британською, французькою, канадською та австралійською арміями американські війська билися проти кайзерівської армії Німецької імперії. Невелика частина АЕС брала участь у боях разом з італійською армією проти австро-угорських військ на Італійському фронті Першої світової війни.

## Історія
З моменту вступу США до Першої світової війни і до червня 1917 року лише 14 тисяч американських солдатів були зосереджені у Франції, з яких 5 липня 1917 року були сформовані Американські експедиційні сили. Американські війська до кінця жовтня 1917 року брали незначну участь у бойових діях на фронті. До травня 1918 року понад мільйон американських військ був зосереджений у Франції, і лише половина з них входила до складу бойових частин на лінії фронту. Оскільки транспортні судна, необхідні для перекидання американських солдатів до Європи, були дефіцитними на початку масштабної передислокації військ, командування армії США вплинуло на рішення використовувати пасажирські лайнери, трофейні німецькі кораблі та запозичені в країнах Антанти судна для транспортування американських солдатів з портів Нью-Йорку, Нью-Джерсі та Вірджинії. Розвантаження американців здійснювалося у французьких портах Бордо, Ла-Рошель, Сен-Назер і Брест, які стали основними перевальними пунктами для перевезень засобами французької залізничної системи ближче до Західного фронту. Через недостатню розвинутість інженерних комунікацій для задоволення цих потреб, американським інженерам довелося побудували 82 нові причали для приймання суден, близько 1600 км додаткових колій стандартної колії та понад 160 000 км телефонних і телеграфних ліній.
21 жовтня 1917 року підрозділи 1-ї піхотної дивізії вперше взяли участь у бою проти німецької армії поблизу Нансі в Лоррейні, але американські війська брали участь лише в невеликих масштабах.
Через брак власного озброєння, техніки та майна, Американські експедиційні сили використовували французьке та британське. Серед американських військових особливо цінувалися французькі гармати 75mm Mle 1897, 155mm C modèle 1917 «Шнайдер», 155mm GPF. Американські військові льотчики отримали винищувачі SPAD S.XIII і Nieuport 28, а танковий корпус американської армії використовував французькі легкі танки Renault FT.

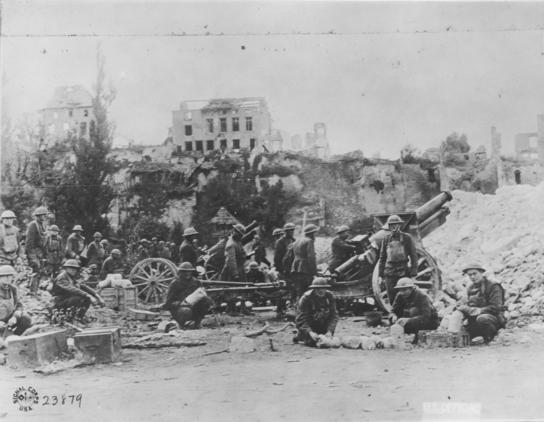
Американська артилерія веде вогонь по противникові з 155-мм важких гаубиць «Шнайдер»

Для проведення бойової підготовки знов прибулих та навчанню їх поводженню з новою зброєю генерал Дж. Першинг розгорнув на французькій землі навчальні центри. До кінця 1917 року чотири американські дивізії були розгорнуті у великій навчальній зоні поблизу Вердена: 1-ша дивізія, регулярне формування армії; 26-та дивізія, формування Національної гвардії; 2-га дивізія, з'єднання регулярних військ і морських піхотинців США; і 42-га дивізія, формування Національної гвардії, що комплектувалася солдатами майже з усіх штатів у Сполучених Штатах. П'ята дивізія, 41-ша піхотна, була розгорнута в головний центр підготовки військ біля Тура.
За час воєнних дій Американські експедиційні сили зазнали близько 320 тис. жертв: 53 402 військових загинули в бою, 63 112 померли з різних небойових чинників, ще 204 000 дістали поранень. Відносно мало людей постраждали від отруйного газу, хоча набагато більша кількість американських вояків помилково вважала, що вони були отруєні. Пандемія грипу восени 1918 року забрала життя понад 25 тис. осіб з АЕС, а ще 360 тис. — важко хворіли.